# Eldetal
Eldetal è un comune del Meclemburgo-Pomerania Anteriore, in Germania.
Appartiene al circondario della Seenplatte del Meclemburgo ed è parte della comunità amministrativa (Amt) di Röbel-Müritz.
Il comune è stato costituito il 26 maggio del 2019 dall'unione dei soppressi comuni di Grabow-Below, Massow, Wredenhagen e Zepkow.